# Sonja Prunnbauer
Sonja Prunnbauer (* 28. August 1948 in Hamburg) ist eine deutsche Gitarristin, Musikpädagogin und Arrangeurin. Sie war bis zu ihrer Emeritierung als Professorin für Gitarre an der Hochschule für Musik in Freiburg tätig.

## Leben und Werk
Die in Hamburg geborene Sonja Prunnbauer begann im Alter von 13 Jahren mit dem Gitarrenspiel. Nach Abschluss ihrer schulischen Ausbildung 1968 am Walddörfer-Gymnasium studierte Sonja Prunnbauer zunächst bei Eike Funck in Hamburg, später bei Karl Scheit an der Wiener Musikhochschule.
Nach dem Gewinn des Wettbewerbs Konzerte junger Künstler im Jahr 1974 begann sie ihre Solo-Karriere.
Sie trat in der Folgezeit in zahlreichen nationalen und internationalen Duo- und Trio-Besetzungen in Stücken für Gitarre mit Flöte, Klarinette, Piano und Violine auf. Unter anderem konzertierte sie mit Karl Kaiser (Flöte) und Petra Müllejans (Violine) in dem Trio Sérénade à Trois. In dem mit wechselnder Besetzung auftretenden Consortium Classicum spielte sie unter anderem mit Mirijam Nastasi (Flöte), Dieter Klöcker (Klarinette), Niklas Schwarz (Viola), Jan Schroeder (Horn), Helman Jung (Fagott), Andreas Krecher (Viola), Thomas Duis (Piano), Andrea Lieberknecht (Flöte), Armin Fromm (Cello) und Johannes Tappert (Gitarre) zahlreiche Stücke von Joseph Kreutzer, Anton Diabelli, Wenzeslaus Matiegka und Erzherzog Rudolph von Österreich ein. Ihr Repertoire umfasst Werke der klassischen und modernen Kammermusik, die sie bevorzugt auf original historischen Instrumenten interpretiert. Seit 1974 veröffentlicht sie ihre Einspielungen von Solostücken und Kammermusik mit namhaften Ensembles und Orchestern.
Ihren ersten Lehrauftrag erhielt Sonja Prunnbauer 1975 an der Hochschule für Musik und darstellende Kunst in Hamburg. 1980 wurde sie als Professorin für klassische Gitarre an die Staatliche Hochschule für Musik in Freiburg berufen, wo sie eigene Klassen leitete. Zu ihren Schülern zählen unter anderem Simon Wahl, Jürgen Ruck, Gabriel Hernández Westpfahl, Claudia Oltzscher, Christian Reichert, Uwe Eschner, Clemens Völker, Markus Dreischl, Christian Kütemeier, Christian Gutgesell sowie Christian Mason.
1981 gehörte sie mit Jörg Sommermeyer zu den Gründungsmitgliedern der Internationalen Gitarristischen Vereinigung zur Förderung der Gitarren- und Lautenmusik (bis 1983 Gitarristische Gesellschaft), zu deren Mitglieder u. a. Mario Sicca, Hopkinson Smith, Konrad Ragossnig, Eugen M. Dombois, Konrad Junghänel, Hubert Käppel und Bernard Hebb zählen. 1982 nahm Sonja Prunnbauer den ersten klassischen Gitarrenlehrgang auf Video auf. Sie leitet Seminare und Meisterkurse im In- und Ausland und wurde als Jurorin zu internationalen Gitarren-Wettbewerben, u. a. dem Internationalen Michele Pittaluga Wettbewerb für klassische Gitarre, den Liechtensteiner Gitarrentagen – ligita, dem Jugendwettbewerb für Gitarre Andrés Segovia und dem Michael-Tröster-Gitarrenwettbewerb eingeladen.
Sonja Prunnbauer spielt unter anderem auf Instrumenten des renommierten Gitarrenbauers Kolya Panhuyzen.

## Veröffentlichungen (Auswahl)
- 1974: Niccolò Paganini – Violine & Gitarre, Vol. 1; mit György Terebesi
- 1975: Niccolò Paganini – Violine & Gitarre, Vol. 2; mit György Terebesi
- 1976: Niccolò Paganini – Violine & Gitarre, Vol. 3; mit György Terebesi
- 1981: Heitor Villa-Lobos, Lennox Berkeley, Günter Friedrichs, József Sári – Gitarrenwerke
- 1990: Musik für Gitarre & Hammerklavier; mit Stanislav Heller
- 1990: Virtuose Musik für Klarinette & Gitarre; mit Dieter Klöcker
- 1990: Sor – Tarrega – Turina
- 1995: Carulli – Music for Guitar and Fortepiano; mit Robert Hill
- 1999: Mauro Giuliani – Music for Violin and Guitar; mit Rainer Kussmaul
- 2002: Caspar Joseph Mertz – Guitar Duos; mit Johannes Tappert
- 2003: Niccolo Paganini – Werke für Violine & Gitarre; mit Rainer Kussmaul
- 2005: Johann Nepomuk Hummel – Serenades Op. 53, 63 & 66, mit dem Consortium Classicum
- 2006: Wenzeslaus Matiegka: Notturnos For Flute, Viola & Guitar; Sérénade à trois
- 2008: Notturno – Guitar Chamber Music, mit dem Consortium Classicum
- 2010: Francesco Molino, Chamber Works For Flute, Violin & Guitar; Sérénade à trois
- 2011: The Nocturnal Guitar – Bach, Britten and Villa-Lobos

## Schriften
- Afrikanische Impressionen, nova giulianiad, 2/84, S. 94–96.